# Nimmons, Arkansas
Nimmons, Arkansas (енгл. Nimmons) град је у америчкој савезној држави Арканзас.

## Демографија
По попису из 2010. године број становника је 69, што је 31 (-31,0%) становника мање него 2000. године.
| Група             | 2000.      | 2010.      |
| Белци             | 93 (93,0%) | 68 (98,6%) |
| Афроамериканци    | 0 (0,0%)   | 0 (0,0%)   |
| Азијати           | 0 (0,0%)   | 0 (0,0%)   |
| Хиспаноамериканци | 3 (3,0%)   | 0 (0,0%)   |
| Укупно            | 100        | 69         |